# Emil Zátopek
Emil Zátopek, češki atlet, * 19. september 1922, Kopřivnice, Moravsko-šlezijski okraj, Češka, † 22. november 2000, Praga, Češka.
Zátopek je nastopil na poletnih olimpijskih igrah v letih 1948 v Londonu, 1952 v Helsinkih in 1956 v Melbournu. Na igrah leta 1948 je osvojil naslov olimpijskega prvaka v teku na 10000 m in naslov olimpijskega podprvaka v teku na 5000 m, na igrah leta 1952 pa je postal trikratni olimpijski prvak, v tekih na 5000 m in 10000 m ter v maratonu. Na evropskih prvenstvih je osvojil naslova prvaka v teku na 5000 m in 10000 m leta 1950 v Bruslju ter naslov prvaka na 5000 m in bron na 1500 m leta 1954 v Bernu. 30. maja 1954 je postavil svetovni rekord v teku na 5000 m s časom 13:57,2. Veljal je do avgusta istega leta, ko ga je popravil Vladimir Kuc. 11. junija 1949 je prvič postavil svetovni rekord v teku na 10000 m s časom 29:28,2. Septembra istega leta ga je izboljšal Viljo Heino, toda 22. oktobra 1949 ga je ponovno prevzel Zátopek s časom 29:21,2 ter ga za tem popravil še trikrat. Svoj zadnji rekord je postavil 1. junija 1954 s časom 28:54,2, veljal pa je do leta 1956. ko ga je popravil Sandor Iharos. Postavil je tudi svetovne rekorde v enournem teku ter tekih na 20000 m, 25000 m in 30000 m.
Leta 2012 je bil sprejet v novoustanovljeni Mednarodni atletski hram slavnih, kot eden izmed prvih štiriindvajsetih atletov.